# Singoli al numero uno nella Billboard Hot 100 nel 1993
La Billboard Hot 100 è la classifica dei singoli più venduti negli Stati Uniti d'America redatta dal magazine Billboard.

## HOT 100

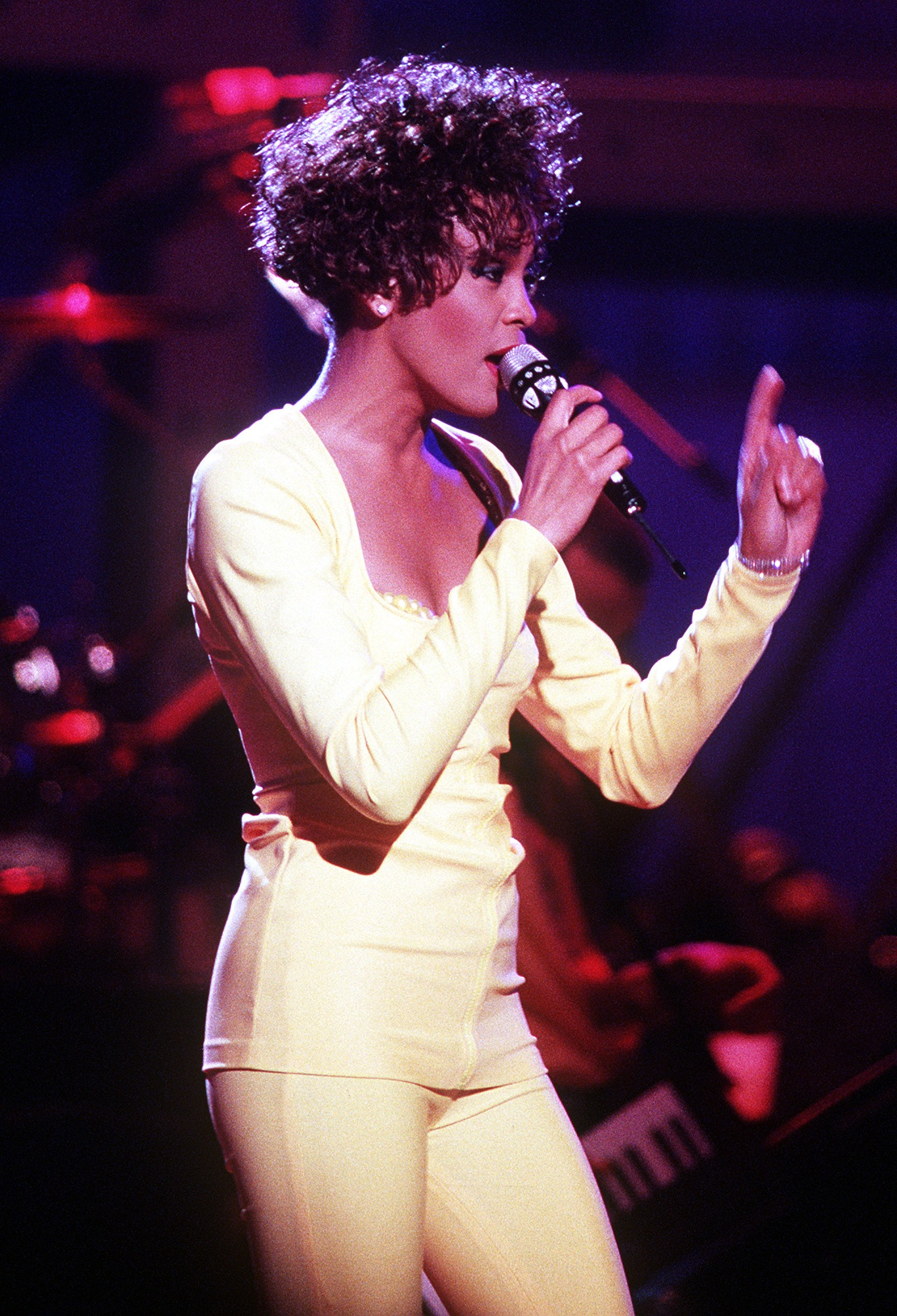
Whitney Houston stabilì il momentaneo record di permanenza al primo posto in classifica con I Will Always Love You, che mantenne la vetta per un periodo di quattordici settimane consecutive tra la fine del 1992 e l'inizio del 1993.

| la canzone contrassegnata con lo sfondo giallo si è aggiudicata il titolo di singolo #1 nella classifica cumulativa di fine anno del 1993 di Billboard. |

| Data di Pubblicazione | Canzone                                          | Artista                       | Fonte         |
| --------------------- | ------------------------------------------------ | ----------------------------- | ------------- |
| 2 Gennaio             | "I Will Always Love You"                         | Whitney Houston               | [ 1 ]         |
| 9 Gennaio             | "I Will Always Love You"                         | Whitney Houston               | [ 2 ] [ 3 ]   |
| 16 Gennaio            | "I Will Always Love You"                         | Whitney Houston               | [ 4 ] [ 5 ]   |
| 23 Gennaio            | "I Will Always Love You"                         | Whitney Houston               | [ 6 ] [ 7 ]   |
| 30 Gennaio            | "I Will Always Love You"                         | Whitney Houston               | [ 8 ] [ 9 ]   |
| 6 Febbraio            | "I Will Always Love You"                         | Whitney Houston               | [ 10 ] [ 11 ] |
| 13 Febbraio           | "I Will Always Love You"                         | Whitney Houston               | [ 12 ] [ 13 ] |
| 20 Febbraio           | "I Will Always Love You"                         | Whitney Houston               | [ 14 ] [ 15 ] |
| 27 Febbraio           | "I Will Always Love You"                         | Whitney Houston               | [ 16 ] [ 17 ] |
| 6 Marzo               | "A Whole New World"                              | Peabo Bryson and Regina Belle | [ 18 ]        |
| 13 Marzo              | "Informer"                                       | Snow                          | [ 19 ]        |
| 20 Marzo              | "Informer"                                       | Snow                          | [ 20 ]        |
| 27 Marzo              | "Informer"                                       | Snow                          | [ 21 ]        |
| 3 Aprile              | "Informer"                                       | Snow                          | [ 22 ]        |
| 10 Aprile             | "Informer"                                       | Snow                          | [ 23 ]        |
| 17 Aprile             | "Informer"                                       | Snow                          | [ 24 ]        |
| 24 Aprile             | "Informer"                                       | Snow                          | [ 25 ]        |
| 1 Maggio              | "Freak Me"                                       | Silk                          | [ 26 ]        |
| 8 Maggio              | "Freak Me"                                       | Silk                          | [ 27 ]        |
| 15 Maggio             | "That's the Way Love Goes"                       | Janet Jackson                 | [ 28 ]        |
| 22 Maggio             | "That's the Way Love Goes"                       | Janet Jackson                 | [ 29 ]        |
| 29 Maggio             | "That's the Way Love Goes"                       | Janet Jackson                 | [ 30 ]        |
| 5 Giugno              | "That's the Way Love Goes"                       | Janet Jackson                 | [ 31 ]        |
| 12 Giugno             | "That's the Way Love Goes"                       | Janet Jackson                 | [ 32 ]        |
| 19 Giugno             | "That's the Way Love Goes"                       | Janet Jackson                 | [ 33 ]        |
| 26 Giugno             | "That's the Way Love Goes"                       | Janet Jackson                 | [ 34 ]        |
| 3 Luglio              | "That's the Way Love Goes"                       | Janet Jackson                 | [ 35 ]        |
| 10 Luglio             | "Weak"                                           | SWV                           | [ 36 ]        |
| 17 Luglio             | "Weak"                                           | SWV                           | [ 37 ]        |
| 24 Luglio             | "Can't Help Falling in Love"                     | UB40                          | [ 38 ]        |
| 31 Luglio             | "Can't Help Falling in Love"                     | UB40                          | [ 39 ]        |
| 7 Agosto              | "Can't Help Falling in Love"                     | UB40                          | [ 40 ]        |
| 14 Agosto             | "Can't Help Falling in Love"                     | UB40                          | [ 41 ]        |
| 21 Agosto             | "Can't Help Falling in Love"                     | UB40                          | [ 42 ]        |
| 28 Agosto             | "Can't Help Falling in Love"                     | UB40                          | [ 43 ]        |
| 4 Settembre           | "Can't Help Falling in Love"                     | UB40                          | [ 44 ]        |
| 11 Settembre          | "Dreamlover"                                     | Mariah Carey                  | [ 45 ]        |
| 18 Settembre          | "Dreamlover"                                     | Mariah Carey                  | [ 46 ]        |
| 25 Settembre          | "Dreamlover"                                     | Mariah Carey                  | [ 47 ]        |
| 2 Ottobre             | "Dreamlover"                                     | Mariah Carey                  | [ 48 ]        |
| 9 Ottobre             | "Dreamlover"                                     | Mariah Carey                  | [ 49 ]        |
| 16 Ottobre            | "Dreamlover"                                     | Mariah Carey                  | [ 50 ]        |
| 23 Ottobre            | "Dreamlover"                                     | Mariah Carey                  | [ 51 ]        |
| 30 Ottobre            | "Dreamlover"                                     | Mariah Carey                  | [ 52 ]        |
| 6 Novembre            | "I'd Do Anything for Love (But I Won't Do That)" | Meat Loaf                     | [ 53 ]        |
| 13 Novembre           | "I'd Do Anything for Love (But I Won't Do That)" | Meat Loaf                     | [ 54 ]        |
| 20 Novembre           | "I'd Do Anything for Love (But I Won't Do That)" | Meat Loaf                     | [ 55 ]        |
| 27 Novembre           | "I'd Do Anything for Love (But I Won't Do That)" | Meat Loaf                     | [ 56 ]        |
| 4 Dicembre            | "I'd Do Anything for Love (But I Won't Do That)" | Meat Loaf                     | [ 57 ]        |
| 11 Dicembre           | "Again"                                          | Janet Jackson                 | [ 58 ]        |
| 18 Dicembre           | "Again"                                          | Janet Jackson                 | [ 59 ]        |
| 25 Dicembre           | "Hero"                                           | Mariah Carey                  | [ 60 ]        |